# Dhiddhoo (Haa Alif-atol)
Dhiddhoo of Dhidhdhoo (Divehi: ދިއްދޫ) is een van de bewoonde eilanden van het Haa Alif-atol behorende tot de Maldiven. Dhiddhoo is tevens de hoofdstad van dit atol.

## Demografie
Dhiddhoo telt (stand maart 2007) 1735 vrouwen en 1808 mannen.